# رانيا إسماعيل (ممثلة)
رانيا إسماعيل- ممثلة ومنتجة فنية أردنية، مواليد 1973م، لها العديد من الأعمال الفنية تمثيلاً وانتاجًا.

## السيرة الذاتية
ممثلة أردنية، مواليد 8 يناير 1973م، وهي زوجة الفنان" حسن سبايلة" ، وقدما معًا ثنائي فني ناجح، خاصة في العمل الفني" زعل وخضرة" نالت البكالوريوس في المسرح من خلال دراستها للفنون الجميلة من جامعة اليرموك العام 1998م، والماجستير في الإرشاد النفسي. كما نالت درجة الدكتوراة في ذات التخصص، في كلية العلوم التربوية، الجامعة الأردنية تحت عنوان (فاعلية برنامج إرشادي يستند إلى السيكودراما في تنمية كل من الذكاء الانفعالي ومهارات القيادة لدى عينة مختارة من الشباب الأردني). وهي عضو نقابة (رابطة) الفنانين الأردنيين. والفنانة رانيا إسماعيل هي سفيرة النوايا الحسنة لمرض السل، لها العديد من الأعمال الفنية، بداية مشوارها الفني كانت من خلال المشاركة في مسلسل "الطريق إلى كابل" ومن ثم المشاركة في مسلسلات "سلطانة، و "مدرسة الأستاذ بهجت" وأربعة أجزاء من مسلسل "دبابيس زعل وخضرة". بالإضافة إلى عملها المسرحي، حيث انتقلت من المسرح التجريبي إلى المسرح الكوميدي.

## الأعمال الفنية
للفنانة رانيا إسماعيل العديد من الأعمال الفنية ما بين التمثيل والإنتاج، والتي نذكر من بينها:
- 2016م- هيك ومش هيك، مسلسل. تمثيل
- 2015م- دبابيس زعل وخضرة (ج11)، مسلسل. تمثيل وإنتاج تنفيذي.
- 2013م- دبابيس زعل وخضرة (ج9)، مسلسل. تمثيل وإنتاج تنفيذي.
- 2010م- دبابيس زعل وخضرة (ج5)، مسلسل.
- 2007م- سلطانة، مسلسل. تمثيل
- 2006م- مدرسة الأستاذ بهجت، مسلسل. تمثيل
- 2004م- الطريق إلى كابل، مسلسل. تمثيل
- 2004م- شو هالحكي، مسلسل. تمثيل
- 2003م- نقطة وسطر جديد، مسلسل. تمثيل